# زنیت (شرکت)
زنیت اس‌ای (به انگلیسی: Zenith SA) شرکت کالای لوکس سوئیسی است، که در زمینه ساخت و فروش ساعت‌های لوکس فعالیت می‌نماید.
شرکت زنیت در سال ۱۸۶۵ توسط ساعت‌ساز سوئیسی ژرژ فاوره-ژاکت تأسیس شد و در حال حاضر بخشی از گروه فرانسوی ال و ام هاش بشمار می‌آید. دفتر مرکزی زنیت در شهر لو لوکل، نوشاتل، سوئیس قرار دارد.